# Староста класса
Староста класса — назначенный классным руководителем для ведения некоторых дел класса ученик, но в некоторых школах классного старосту выбирают другие ученики класса.
Права и обязанности старост обычно прописаны в уставе каждой конкретной школы и могут незначительно отличаться. Также староста не имеет права кричать, обзывать а так же оскорблять учеников. В лучшем случае старосту снимут с назначаемой или выборной должности.
В некоторых школах Российской Федерации — России староста класса избирается на классном собрании. Может также назначаться классным руководителем или администрацией школы.
При условном расколе класса на определённые группировки, учителя к выбору старосты подходят очень осторожно, чтобы не допустить дальнейшего ухудшения отношений детей.

## Обязанности старосты
Обычно к обязанностям старосты относят:
- Знать, кто из учащихся класса присутствует (присутствовал или отсутствовал).
- Организовывать дежурство по классу, составлять график дежурства, назначать дежурных по классу и координировать их действия, во время дежурства класса по школе назначать дежурных на посты, инструктировать дежурных об их обязанностях.
- Заботиться о готовности учебного помещения (класса, кабинета) к уроку и о порядке, который после себя оставляет класс, назначать для этого ответственных или дежурных из числа одноклассников и контролировать их действия.
- Выполнять решения классного коллектива (если они приняты большинством учащихся), организовывать выполнение этих решений.
- Классный руководитель оказывает старосте помощь советами и поддерживает его своим авторитетом.
- 3а выполнение своих обязанностей староста класса отвечает перед общим собранием класса и классным руководителем.
- О положении дел в классе и о своей работе староста периодически отчитывается перед коллективом класса.
- Немедленно информирует классного руководителя, дежурного учителя, завуча, директора школы о чрезвычайном происшествии (ЧП) в классе.
- За добросовестное выполнение своих обязанностей старосты поощряются.